# Żółkiew (Polska)
Żółkiew – wieś w Polsce, położona w województwie lubelskim, w powiecie krasnostawskim, w gminie Żółkiewka.
W latach 1975–1998 miejscowość administracyjnie należała do województwa zamojskiego. Do 1996 r. miejscowość nosiła nazwę Zółkiewka-Wieś.
Wieś stanowi sołectwo gminy Żółkiewka. Według Narodowego Spisu Powszechnego (III 2011 r.) wieś liczyła 187 mieszkańców.

## Historia
Żółkiew, wieś z folwarkiem nad rzeką Żółkiewką w powiecie krasnostawskim, gminie i parafii Żółkiewka. Wieś leży wśród płaskowzgórza lubelskiego, na zachód od osady Żółkiewka, około 10 wiorst na południe od Sobieskiej Woli a 24 wiorst od Krasnegostawu. Około roku 1895 posiada szkołę początkową, 11 domów i 94 mieszkańców.

W r. 1827 było 19 domów i 124 mieszkańców. Według Słownika geograficznego Królestwa Polskiego z roku 1895 jest to starodawne gniazdo rodu Żółkiewskich, podobno przybyłych tu z Mazowsza. Na obszarze Żółkwi założyli oni r. 1592 miasteczko nazwane: Żółkiewka. Jeden z nich Stanisław, później wojewoda bełski, zakupił znaczne dobra w ziemi lwowskiej i tam na obszarze wsi Winnik syn wojewody, także Stanisław, głośny hetman, założył przy końcu XVI wieku miasto i zamek warowny, który nazwał Żółkiew.
W czasie okupacji niemieckiej mieszkająca we wsi Kazimiera Romanek z d. Zabłocka udzieliła pomocy Miriam Lichter oraz Jafie Klinerman. W 1998 roku Instytut Jad Waszem podjął decyzję o przyznaniu Kazimierze Romanek tytułu Sprawiedliwych wśród Narodów Świata